# Arthraxon lancifolius
Arthraxon lancifolius är en gräsart som först beskrevs av Carl Bernhard von Trinius, och fick sitt nu gällande namn av Ferdinand von Hochstetter. Arthraxon lancifolius ingår i släktet Arthraxon och familjen gräs. Inga underarter finns listade i Catalogue of Life.